# Frederick C. Robie House
Das Frederick C. Robie House wurde 1908 als richtungweisendes Wohnhaus von Frank Lloyd Wright entworfen und 1909 bis 1910 nahe dem Campus der Universität Chicago in Hyde Park errichtet. Es gilt als wichtigstes Beispiel des amerikanischen Prärie-Stils.

## Architektur
Der erste Blick fällt auf die weit auskragenden Dachflächen, die das Gebäude erheblich länger und niedriger erscheinen lassen, als es ist, was noch durch die Betonung der Lagerfugen und die Verwendung der länglichen römischen Ziegel verstärkt wird. Dies gibt die gesamte Organisation des Robie-Hauses entlang einer Achse nach außen wieder.
Der Eingang des Hauses befindet sich auf der Rückseite und führt in eine Art Untergeschoss mit dem Billardraum, dem Kinderraum, der Garage sowie neben zusätzlichen Nebenräumen der Eingangshalle. Die Treppe mit dem angefügten massigen Kamin als zentraler Kern des Gebäudes schafft die Verbindung zum Hauptwohngeschoss. Die Schlafräume befinden sich im Obergeschoss, das zum größten Teil auf der Rückseite des Gebäudes liegt und so in der Ansicht der Hauptseite zurücktritt.
Ein Thema des Gebäudes sind die fließenden Räume und mehrschichtigen Übergänge. Das zeigt sich bereits außen durch die weit auskragenden Deckflächen in verschiedenen Bereichen wie z. B. der Terrasse oder auch dem Eingang, der durch eine Terrasse des Wohngeschosses sehr weit überdeckt ist. Auch Elemente wie die großzügigen Balkone mit gemauerten Brüstungen, Gartenmauern und Bepflanzung sind hier zu erwähnen, da sie einerseits den privaten Raum vor der Öffentlichkeit schützen, aber auch immer wieder die Möglichkeit des Überganges und der Verbindung nach außen bieten. Als besondere Situation im Innenraum ist hierbei der Wohn- und Essraum zu nennen, der lediglich durch den einschneidenden Kamin verengt wird, sich dann jedoch wieder je nach Sicht zum Wohn- bzw. Essbereich aufweitet.
Seit dem 27. November 1963 gilt das Haus aufgrund seiner architektonischen Bedeutung als National Historic Landmark. Am 15. Oktober 1966 wurde das Frederick C. Robie House als Baudenkmal in das National Register of Historic Places aufgenommen.

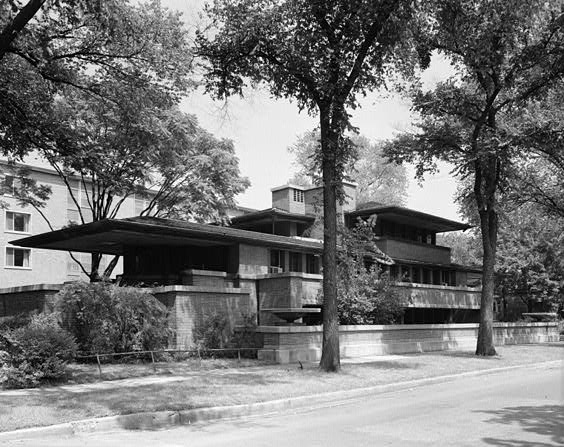
Vorderseite
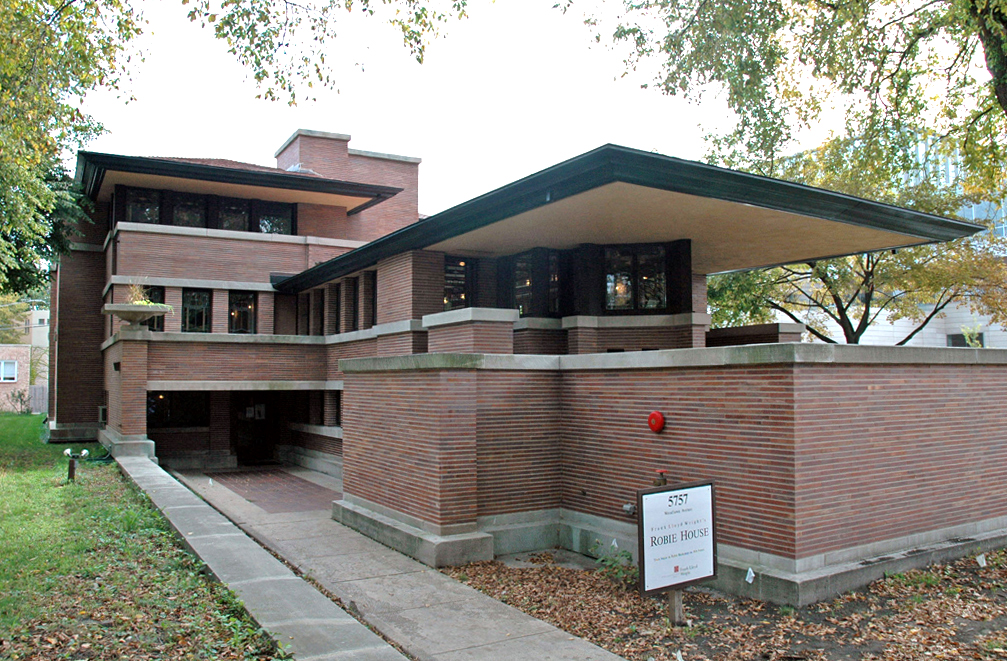
Rückseite, Eingang
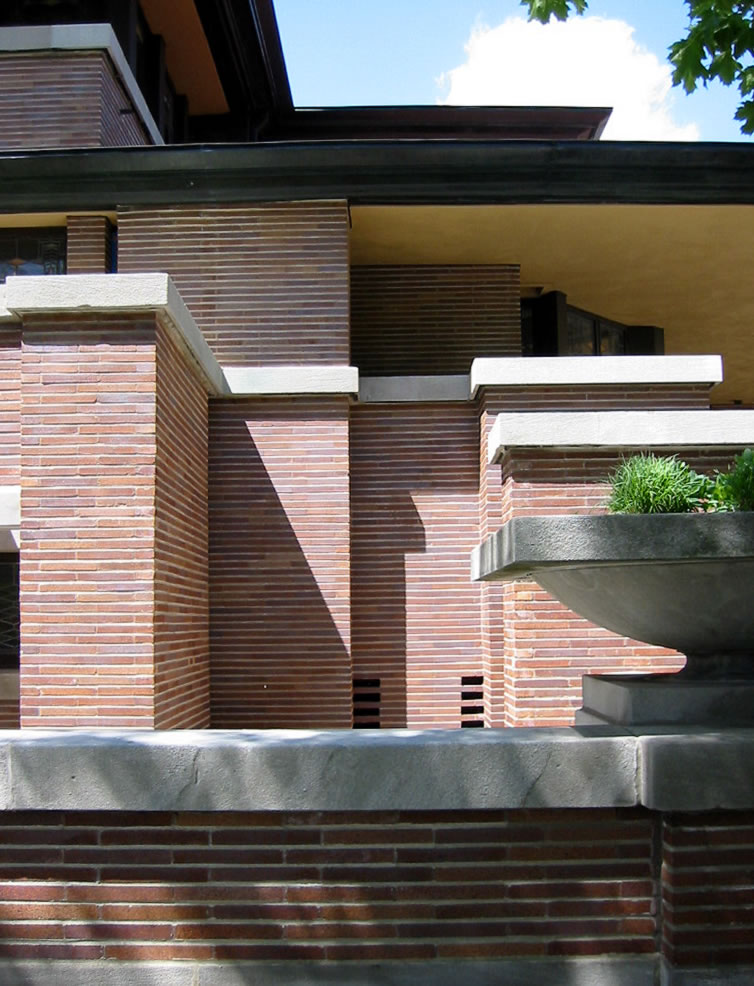
Vertikal und horizontal gestaffelte Mauern

## Wirkung
In dem britischen Fernseh-Mehrteiler Die Forsyte Saga (2002/2003), nach John Galsworthys gleichnamigem Roman, ist das Anwesen Robin Hill, das Philip Bosinney für Soames Forsyte entwirft und baut, dem Robie House unverkennbar nachempfunden.
Die amerikanische Kinderbuchautorin Blue Balliett hat 2006 einen architekturzentrierten Kinderkrimi – Das Schattenhaus – veröffentlicht, in dessen Mittelpunkt das Robie House steht.

## Trivia
Der Spielwarenhersteller Lego hat das Robie House neben anderen Architektur-Ikonen im Rahmen seiner Architecture-Reihe als Modell veröffentlicht.